# 波江元吉
波江 元吉（なみえ もとよし、安政元年2月25日（1854年3月23日） - 1918年（大正7年）5月24日）は、東京都出身の動物学者。波江元八は弟。

## 略歴
- 安政元年（1854年）2月25日：武蔵国豊島郡本郷丸山西片町（現在の東京都豊島区）に生まれる[1][3]。
- 明治元年（1868年）8月 郷里福山誠之館に学ぶ[1]。
- 明治4年（1871年）6月 東京に遊学し、本郷元町進文学社に入り、ドイツ学を学ぶ[1]。
- 明治9年（1876年）2月 東京博物館の職員となり、以後十数年動物の調査に従事する[1]。
- 明治12年（1879年） 東京動物学会の前身、東京生物学会の設立に際し、発起人のひとりとして尽力する[1]。
- 明治15年（1882年）5月 東京大学別科医学生ならびに製薬学生の動物学講義を嘱託される[1]。
- 明治22年（1889年）1月 理科大学勤務を命じられる[1]。
- 明治25年（1892年）4月 水産の調査を農商務省より嘱託される[1]。
- 明治26年（1893年）9月 理科大学助手を命じられる[1]。
- 明治40年（1907年）
  - 5月 内務省よりペスト予防上ネズミ類に関する調査を嘱託される[1]。
  - 10月 正八位に叙せられる[1]。
- 明治41年（1908年）6月 勲八等に叙せられ、瑞宝章を授けられる[1]。
- 大正4年（1915年）
  - 1月 鳥学会の設立に際して、評議員に選ばれる[1]。
  - 4月 従七位に叙せられる[1]。
- 大正5年（1916年）5月 勲七等瑞宝章を授けられる[1]。
- 大正7年（1918年）5月24日 逝去[1]。

## 著書
- 波江元吉, 動物学
- 波江元吉, 動物学講義

## 論文
- 国立情報学研究所収録論文 国立情報学研究所

- 波江元吉 (1889), “日本に栖息する蝙蝠の話”, 動物学雑誌 1 (3):  65-68

- 波江元吉 (1889), “日本に栖息する蝙蝠の話(六八頁ノ續)”, 動物学雑誌 1 (4):  96-99

- 波江元吉 (1889), “日本に栖息する蝙蝠の話(第三)(第十二版)”, 動物学雑誌 1 (5):  124-126

- 波江元吉 (1889), “日本に栖息する蝙蝠の話第四(第十八版)”, 動物学雑誌 1 (6):  172-173

- 波江元吉 (1889), “日本に栖息する蝙蝠の話第五(第二十一版)”, 動物学雑誌 1 (7):  212-213

- 波江元吉 (1889), “日本に栖息する蝙蝠の話 : (續)第廿三版”, 動物学雑誌 1 (8):  256-257

- 波江元吉 (1889), “日本に栖息する蝙蝠の話(第廿六版)”, 動物学雑誌 1 (9):  288-289

- 波江元吉 (1889), “日本に栖息する蝙蝠の話(第廿八版)”, 動物学雑誌 1 (10):  338-339

- 波江元吉 (1889), “日本に栖息する蝙蝠の話(第卅二版)”, 動物学雑誌 1 (12):  418-419

- 波江元吉 (1889), “日本に栖息する蝙蝠の話”, 動物学雑誌 1 (14):  510-511

- 波江元吉 (1890), “日本に栖息する蝙蝠の話(第五版)”, 動物学雑誌 2 (19):  201-204

- 波江元吉; 土田兎四三 (1891), “對馬採集日記”, 動物学雑誌 3 (32):  225-228

- 波江元吉; 土田兎四三 (1891), “對馬採集日記(ツヾキ)”, 動物学雑誌 3 (33):  284-289

- 波江元吉 (1891), “こきくがしらかはほりニ就テ”, 動物学雑誌 3 (37):  440-441

- 波江元吉; 土田兎四三 (1892), “對馬採集日記(第三卷第參拾参號ツヽキ)”, 動物学雑誌 4 (41):  86-90

- 波江元吉; 土田兎四造 (1892), “對島採集日記 : 第四卷第四十一號續キ”, 動物学雑誌 4 (48):  399-405

- 波江元吉; 土田兎四造 (1892), “對島採集日記(承前)”, 動物学雑誌 4 (49):  437-441

- 波江元吉; 土田兎四造 (1892), “對島採集日記(承前)”, 動物学雑誌 4 (50):  479-483

- 波江元吉; 土田兎四造 (1893), “對島採集日記(承前)”, 動物学雑誌 5 (51):  20-24

- 波江元吉; 土田兎四造 (1893), “對島採集日記(承前)”, 動物学雑誌 5 (52):  57-61

- 波江元吉; 土田兎四造 (1893), “對島採集日記(承前)”, 動物学雑誌 5 (56):  230-233

- 波江元吉 (1909a), “ヤツガシラ(動物地理學)”, 動物学雑誌 21 (243):  42

- 波江元吉 (1909b), “沖繩及奄美大島の小獸類に就て”, 動物学雑誌 21 (252):  452-457

- 波江元吉 (1909c), “鼠族調査第一報告”, 細菌學雜誌 1909 (160):  119-137, doi:10.14828/jsb1895.1909.160_119
- 波江元吉 (1912), “ハカネズミの大群海を渡る”, 動物学雑誌 24 (284):  361-362

- 波江元吉 (1915), “パラオ石灰洞中の蝙蝠”, 動物学雑誌 27 (325):  600-601

## 賞詞
- 正八位：明治40年（1907年）
- 勲八等瑞宝章：1908年（明治41年）6月25日[4]
- 従七位：大正4年（1915年）
- 勲七等瑞宝章：大正5年（1916年）
- 東京動物学会名誉会員[1]